# 托科瓦 (密西西比州)
托科瓦（英語：Tocowa）是位於美國密西西比州帕諾拉縣的鬼鎮。

## 歷史
托科瓦的郵局於1900年設立，其後於1921年停運。

## 地理
托科瓦所處的海拔為高於海平面72米（即236英呎），而該地所採用的時區為UTC-6，即北美中部時區（CST）。同時該地設有夏令時間，為UTC-6調快一小時，即UTC-5（CDT）。